# لين لوفيت
لين لوفيت (بالإنجليزية: Len Lovett)‏ هو لاعب كرة قاعدة أمريكي، ولد في 17 يوليو 1852 في مقاطعة لانكستر في الولايات المتحدة، وتوفي في 18 نوفمبر 1922 في نيوارك في الولايات المتحدة.

## وصلات خارجية
- لين لوفيت على موقعبيزبول رفرنس.كوم (الدوري الرئيسي) (الإنجليزية)